# Désignation des clubs fondateurs de la Bundesliga
La création de la Bundesliga en vue de la saison 1963-1964 fut l'aboutissement d'un long processus et d'une non moins longue bataille entre les partisans de l'amateurisme et ceux prônant le professionnalisme ; ainsi que la fin progressive d'une hégémonie qui prévalut longtemps aux destinées du football allemand, celle des fédérations régionales.
En vue de procéder à la désignation des clubs fondateurs de la Bundesliga, en 1963, la Deutscher Fussball Bund effectua une "évaluation basée sur les douze années précédentes" (en Allemand: Zwölfjahreswertung).
Ce fut la principale clé de triage mais quelques autres critères furent pris en considération, comme la stabilité économique, la localisation géographique et la fédération d’affiliation.

## Histoire
Pour rappel jusqu'au terme de la Première Guerre mondiale, le football en Allemagne, comme la plupart des activités sportives, resta pratiquée par les couches les plus classes les plus aisées. Ensuite, le football allemand devint réellement très populaire dans tous les sens du terme et son développement fut exponentiel. À l'entrée des années 1930, les premiers projets de ligue professionnelle furent esquissés. Mais l'arrivée au pouvoir des Nazis empêcha tout professionnalisme puisque le régime hitlérien y était farouchement opposé.
Dès après la Seconde Guerre mondiale, il fut déjà question de "licence" pour accéder aux ligues les plus hautes (Oberliga et 2. Oberliga), mais le professionnalisme pur n'avait pas encore totalement droit de cité. La victoire de l'Allemagne lors de la Coupe du monde 1954 fut le déclencheur de la "reprise totale" et apporta la preuve du retour définitif d'un réel engouement populaire. 
Les partisans du professionnalisme durent, cependant, patienter encore près de dix ans. Il fallut une suite d'événements pour que la tendance s'inversa définitivement. D'une part, il y eut des résultats moins brillants de la Nationale Mannschaft lors des mondiaux 1958 (4e). On eut aussi droit à un refus de participer de la part de l'Allemagne à la première Coupe d'Europe des Nations en 1960 (soi-disant car l'épreuve n'était pas assez relevée, mais en réalité par crainte de ne pas y être compétitif). Ensuite, la création de la Coupe d'Europe des clubs montra que les clubs allemands, bien qu'ayant une certaine valeur, n'étaient pas de taille à rivaliser avec les plus forts, principalement les ténors "latins".
L'élimination de l'Allemagne de l'Ouest, en quarts de finale de la Coupe du monde 1962 des œuvres de la Yougoslavie fut "la goutte qui fit déborder le vase". Les opposants au professionnalisme et d'une ligue nationale unique devinrent minoritaires. La Bundesliga pouvait voir le jour.

## Évaluation sur 12 ans
Les clubs furent évalués sur une période de douze ans, débutant lors de la saison 1951-1952.
Des points furent attribués selon les classements obtenus dans les cinq différentes Oberligen (Nord, Süd, Südwest, West et la Vertragliga Berlin).
Une qualification pour la phase finale du championnat apporta des points supplémentaires ainsi que l’accès et/ou la victoire de la finale. De même, l’accès à la finale de la DFB-Pokal fournit des unités supplémentaires.

## Mode opératoire
Le 6 octobre 1962, la direction de la DFB définit le "modus operandi" pour l’attribution des points.

### Régularité
Pour chaque saison passée dans son Oberliga, un club reçut 3 points par saison.

### Championnats d’Oberliga
Lors de chaque saison d’Oberliga, le champion se vit attribuer 16 points, le 2e classé reçut 15 points, puis 14 points au 3e, et ainsi de suite jusqu’au dernier. 
- Les saisons 1951-1952 à 1954-1955 eurent une valeur de 1.
- Les saisons 1955-1956 à 1958-1959 eurent une valeur de 2. (donc les points obtenus furent multipliés par 2).
- Les saisons 1959-1960 à 1962-1963 eurent une valeur de 3. (donc les points obtenus furent multipliés par 3)

### Phases finales du championnat
La participation à une phase finale annuelle du championnat apporta des points supplémentaires :
- Victoire d’un groupe (donc qualification pour la finale): 8 points.
- 2e place d’un groupe: 6 points.
- 3e place d’un groupe: 4 points.
- 4e place d’un groupe: 2 points.

- Vice-champion d’Allemagne de l’Ouest: 10 points.
- Champion d’Allemagne de l’Ouest: 20 points.

### Finales de la DFB-Pokal
Atteindre la finale de la DFB-Pokal permit aussi d’obtenir des points:
- Vainqueur: 20 points.
- Finaliste: 10 points.

### 1963 pas pris en compte
La finale du 1963 et celle de la DFB-Pokal 1963 ne furent pas prise en compte.

### Champions 1963
En plus, il fut décidé que les cinq Oberliga Meister (les champions des cinq Oberligen) de la saison 1962-1963 seraient automatiquement qualifiés pour la Bundesliga.
Enfin, il fut ajouté que si le VfB Borussia Neunkirchen (Oberliga Südwest) atteignait la finale du Championnat 1963, la Bundesliga compterait alors 18 équipes et que la région Sud disposerait d’un 6e club.

## Nomination des clubs retenus

### Comité de désignation
Un Comité de cinq personnes fut choisi pour effectuer la nomination des 16 clubs fondateurs de la Bundesliga:
- Ludwig Franz (Président du 1. FC Nürnberg ) en fut le Président
- Franz Kremer (Président du 1. FC Köln)
- Walter Baresel (Président du Comité sportif de la Norddeutscher Fußball-Verband (NFV))
- Willi Hübner (d’Essen)
- Hermann Neuberger (Président de la Saarländischer Fußballverband (SFV) ) – et qui sera plus tard Président de la…DFB.

### Répartition des places
Le 1er décembre 1962, la Deutscher Fussball Bund fit savoir que sur les 74 clubs jouant dans les 5 Oberligen, 46 avaient rentré leur candidatuer pour faire partie de la Bundesliga.
Une semaine plus tard, la répartition par fédération régionale fut publiée:
| Oberligen | Fédérations                                            | Clubs | Remarques |
| --------- | ------------------------------------------------------ | ----- | --------- |
| Nord      | Norddeutscher Fußball-Verband (NFV)                    | 3     |           |
| Süd       | Süddeutscher Fußball-Verband (SFV)                     | 5     |           |
| Südwest   | Fußball-Regional-Verband Südwest (FRVS)                | 2     |           |
| West      | Westdeutscher Fußball-und Leichtathletikverband (WFLV) | 5     |           |
| Berlin    | Berliner Fußball-Verband (BFV)                         | 1     |           |
|           | TOTAL                                                  | 16    |           |

La Süddeutscher Fußball-Verband, la fédération régionale du Sud, protesta immédiatement et réclama…7 places en Bundesliga. Mais cette requête n'aboutit pas.

### Premiers élus
Le 11 janvier 1963, la DFB communiqua le nom des premiers clubs déjà élus comme membres de la Bundesliga:
| Club                    | Oberligen | Fédérations                                            |
| ----------------------- | --------- | ------------------------------------------------------ |
| Hertha BSC Berlin       | Berlin    | Berliner Fußball-Verband (BFV)                         |
| SV Werder Bremen        | Nord      | Norddeutscher Fußball-Verband (NFV)                    |
| BV 09 Borussia Dortmund | West      | Westdeutscher Fußball-und Leichtathletikverband (WFLV) |
| SG Eintracht Frankfurt  | Süd       | Süddeutscher Fußball-Verband (SFV)                     |
| Hamburger SV            | Nord      | Norddeutscher Fußball-Verband (NFV)                    |
| 1. FC Köln              | West      | Westdeutscher Fußball-und Leichtathletikverband (WFLV) |
| 1. FC Nürnberg          | Süd       | Süddeutscher Fußball-Verband (SFV)                     |
| 1. FC Saarbrücken       | Südwest   | Fußball-Regional-Verband Südwest (FRVS)                |
| FC Schalke 04           | West      | Westdeutscher Fußball-und Leichtathletikverband (WFLV) |

Le même jour, fut publiée la liste des clubs déjà éliminés: Voir: Histoire du football allemand
Pour les sept autres places, la DFB communiqua une liste de 20 clubs restant en lice tandis que 15 clubs furent avertis du rejet de leur candidature. Parmi ceux-ci se trouvaient le Borussia Mönchengladbach, le Bayer Leverkusen ou l’ancien champion national du SpVgg Fürth.
Le Sportfreunde 05 Saarbrücken et le Wuppertaler SV avaient retiré leur candidature.

### Les 7 derniers noms
La DFB annonça les sept derniers clubs retenus, le 6 mai 1963:
| Club                         | Oberligen | Fédérations                                            |
| ---------------------------- | --------- | ------------------------------------------------------ |
| Braunschweiger TSV Eintracht | Nord      | Norddeutscher Fußball-Verband (NFV)                    |
| 1. FC Kaiserslautern         | Südwest   | Fußball-Regional-Verband Südwest (FRVS)                |
| Karlsruher SC                | Süd       | Süddeutscher Fußball-Verband (SFV)                     |
| Meidericher SV               | West      | Westdeutscher Fußball-und Leichtathletikverband (WFLV) |
| TSV 1860 München             | Süd       | Süddeutscher Fußball-Verband (SFV)                     |
| SC Preussen Münster          | West      | Westdeutscher Fußball-und Leichtathletikverband (WFLV) |
| VfB Stuttgart                | Süd       | Süddeutscher Fußball-Verband (SFV)                     |

### Polémiques et controverses
La publication de la liste définitive provoqua plusieurs controverses et polémiques qui, de nos jours encore, continuent d’aviver les conversations de techniciens et de supporters.
Certains clubs qui ne figuraient pas spécialement en ordre utile dans leur région furent sélectionnés et à l’opposé, certains avec des résultats prometteurs furent ignorés.
Mais si la constitution de la Bundesliga répondait un souhait d’amélioration du niveau de jeu, elle était surtout l’aboutissement d’une lutte de longue date: celle visant à imposer le professionnalisme.
L’attribution de la licence pour jouer en Bundesliga était (déjà) soumise à d’autres facteurs que ceux purement sportifs, le bilan financier des clubs candidats, leur localisation, leur stade, les accommodations, les moyens de communication… furent autant d'éléments pris en compte.
À cela s'ajoute une lutte d'influence entre les différentes fédérations et sous-fédérations régionales. Chacune souhaitant être représentée dans la nouvelle élite.
Des clubs de toutes les régions (Nord: VfL Osnabrück, Hannover SV 96, FC St-Pauli, Holstein Kiel ; Ouest: Alemannia Aachen, Fortuna Düsseldorf, Westfalia Herne, Schwarz-Weiss Essen, Rot-Weiss Oberhausen ; Sud: Kickers Offenbach Bayern München ; Sud-Ouest: FK Pirmasens, Borussia Neunkirchen) déposèrent des protestations et des réclamations auprès de la DFB. Toutes furent rejetées.
Le magazine "Kicker" estima que "...comme le football allemand avait mis des décennies avant de créer une ligue nationale, il pouvait bien accepter une période transitoire de deux saisons..." et proposa "...comme mal nécessaire..." de commencer la Bundesliga avec 20 clubs, et ensuite de la réduire progressivement à 16. Le périodique sportif avança la possibilité de jouer des "test-matches", internes aux régions, afin de désigner les quatre clubs supplémentaires. La Fédération allemande resta inflexible.

## Désignations NFV
Pour le classement détaillé des désignations de la Norddeutscher Fußball-Verband (NFV) consultez la page ci-dessous:

## Désignations WFLV
Pour le classement détaillé des désignations de la Westdeutscher Fußball-und Leichtathletikverband (WSLV) consultez la page ci-dessous:

## Désignations FRVS
Pour le classement détaillé des désignations de la Fußball-Regional-Verband Südwest (FRVS) consultez la page ci-dessous:

## Désignations SFV
Pour le classement détaillé des désignations de la Süddeutscher Fußball-Verband (SFV) consultez la page ci-dessous: